# Siauascis
Siauascis (em grego: Σιαύασκ(ις)); em persa médio: Siyavakhš) ou Seoses (em persa médio: Siyavuš; em grego medieval: Σεόσης; romaniz.: Seóses) foi um aristocrata iraniano da Casa de Mirranes que era descendente de Barã Chobim, o famoso aspabedes do Império Sassânida.

## Nome
Seoses (Σεόσης, Seósēs), Siauasc(is) (Σιαύασκ(ις), Siaúask(is)) ou Sábaris (Σάβαρις) são as formas gregas do persa médio Siavaxe (⁠Siyāwaxš) e parta (Siyāwaš⁠), que derivavam do avéstico Siauarxã (Siiāuuaršan-; lit. "que possui garanhões pretos"). Foi registrado em  armênio como Xavarxe (Շաւարշ, Šawarš), corásmio como Xevexe (Šʾwš), em elamita como Xiamarxa (𒅆𒅀𒈥𒃻, ši-ia-mar-šá) e em árabe como Xiavaxe (سِيَاوَش, Siyāwaš).

## Vida

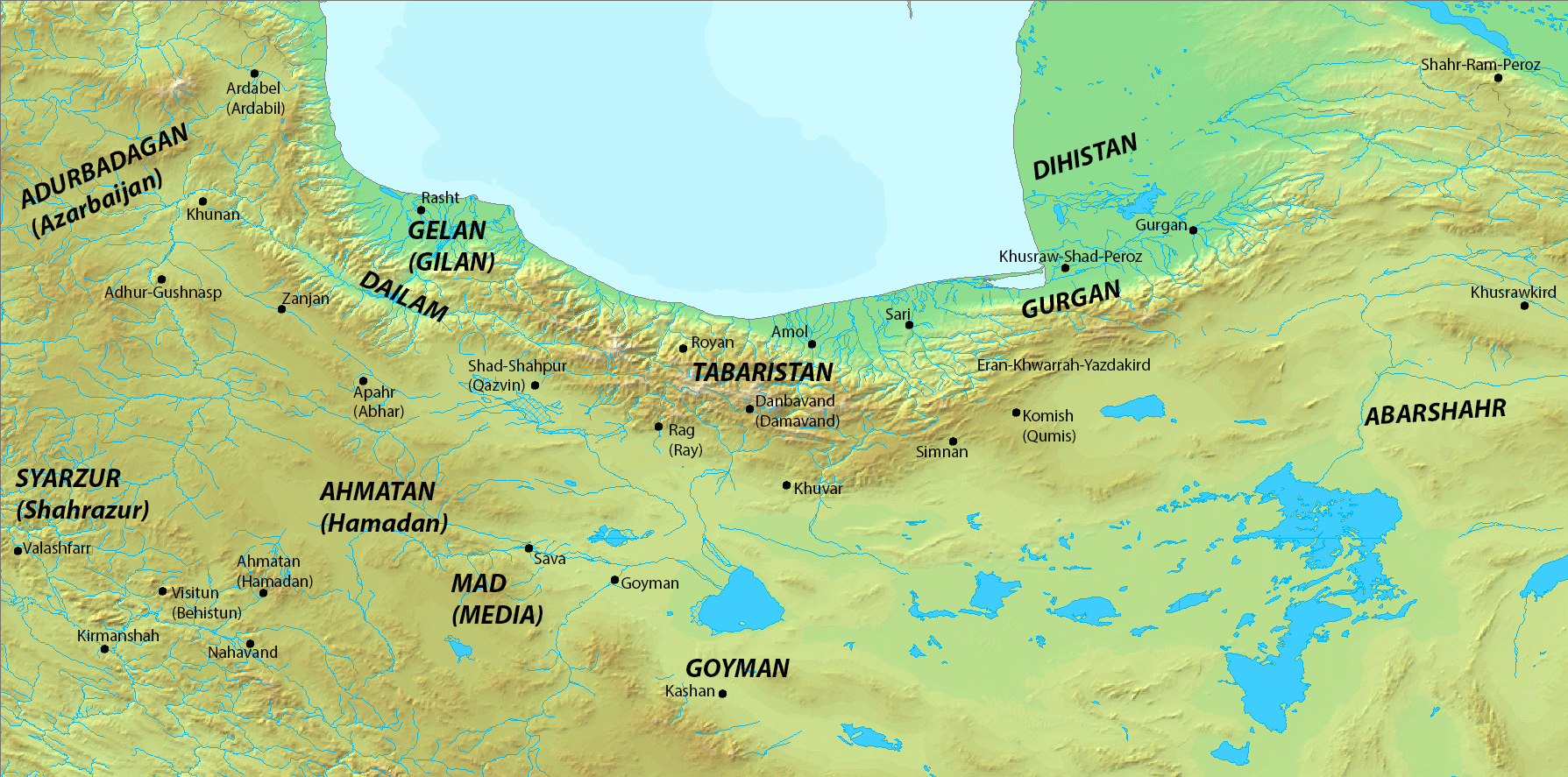
Norte do Irã durante o Império Sassânida

Siauascis era o filho Mirã Barã-i Chobim, cujo pai era Barã Chobim. Siauascis é mencionado pela primeira vez durante os primeiros anos da queda do Império Sassânida, quando se diz ter governado Rei como um rei vassalo sassânida. Quando Azarmiducte ascendeu ao trono como bambišn reinante em 630, o poderoso aspabedes (chefe do exército) Farruque Hormisda a pediu em casamento. Não ousando recusar, Azarmiducte solicitou a ajuda de Siauascis, que assassinou Farruque. Em 632, a guerra civil terminou e os bozorgãs concordaram em fazer Isdigerdes III imperador. No entanto, na mesma época, os árabes, unidos sob a bandeira do Islã, invadiram o Império Sassânida.
Em 651, a maior parte do Império Sassânida havia sido conquistada pelos árabes, sendo Rei uma das últimas grandes cidades sassânidas restantes. Assim, o árabe Anumane ibne Mucrim marchou em direção a ela e enviou uma mensagem a eles; "O exército árabe partiu em direção a Rei, e os árabes se espalharam por outros lugares. Ninguém pode enfrentá-los. E Isdigerdes III está longe de nós." Siauascis então pediu ajuda ao povo de Damavande, Tabaristão, Cumis, e Gurgã. Merdasas de Damavande e outros pequenos governantes concordaram em ajudar e enviaram reforços para Siauascis. Infelizmente para Siauascis, o filho de Farruque Hormisda, Farruquezade, que havia se amotinado contra Isdigerdes III e conhecia muito bem os arredores de Rei, fez um tratado de paz com Anumane em Gasvim e concordou em ajudá-lo contra Siauascis.
A Batalha de Rei que se seguiu foi travada como uma batalha noturna no sopé da montanha nos arredores da cidade. Farruquezade liderou parte da cavalaria de Anumane por um caminho pouco conhecido à cidade de onde atacaram a retaguarda do exército mirrânida, causando grande derramamento de sangue. O exército de Siauascis acabou derrotado e ele próprio foi morto. Para dar o exemplo, Anumane então ordenou a destruição do bairro aristocrático de Rei. No entanto, a cidade foi mais tarde reconstruída por Farruquezade, que se tornou o governante local.